# Coenogonium
Coenogonium is een geslacht van korstmossen behorend tot de monotypische familie Coenogoniaceae. De typesoort is Coenogonium linkii. Er zijn meer dan 100 soorten. De meeste soorten leven in de bladeren of groeien op schors, hoewel van een paar bekend is dat ze onder bepaalde omstandigheden op rotsen groeien, en van sommige soorten is de groei beperkt tot termietennesten. Het geslacht werd in 1820 beschreven door de Duitse natuuronderzoeker Christian Gottfried Ehrenberg.
Coenogonium heeft een wereldwijde verspreiding, waarbij de meeste soorten bekend zijn uit tropische gebieden. De meeste soorten groeien in tropische regenwouden in de schaduwrijke ondergroei. Ze groeien meestal op boomstammen, takken, lianen en bladeren.
Beschrijving
Hoewel leden van Coenogonium relatief gemakkelijk te identificeren zijn vanwege de unieke kenmerken, is het determineren van soorten moeilijker vanwege de kleine verschillen tussen de soorten. Het geslacht wordt gekenmerkt door biatorine (zelden zeorine), gele tot oranje of bruine apothecia met een gedeeltelijk amyloïde hymenium (I+ blauw, dan snel vuilgroen en vervolgens roodbruin), dunwandige unitunicate asci en 1-septaat of zelden niet-gesepteerde ascosporen. De fotobiont-component van Coenogonium is een groene alg uit het geslacht Trentepohlia (draadvormig groenwier). De structuur van de Coenogonium thallus wordt grotendeels bepaald door de algenpartner.
Soortgelijke geslachten omvatten Malcolmiella, die voornamelijk verschilt doordat ze amyloïde asci heeft met een verdikte tholus en niet-gesepteerde, meestal langere en bredere ascosporen met een geornamenteerde perispore; Absconditella, dat een chloorococcoïde fotobiont en niet-amyloïde asci heeft; en Cryptodiscus, die Gloeocystis als fotobiont heeft, amyloïde asci met een verdikte top en niet-gesepteerde parafysen.

## Onderzoek
Coenogonium-soorten worden vaak gebruikt in morfologische/anatomische en ecofysiologische studies. Voorbeelden zijn onder meer de groei van de thallus, apotheciale ontwikkeling, fotobiont en resynthese in cultuur en fotosynthese. De draadvormige thalli van Coenogonium dienen als een woonverblijf voor diatomeeën en andere micro-organismen. Johannes Müller Argoviensis gebruikte zelfs zijn foutieve interpretatie van de thallusopbouw van draadvormig Coenogonium om zich te verzetten tegen de theorie van Simon Schwendener over de symbiotische aard van korstmossen.

## Soorten
Volgens Index Fungorum telt het geslacht 112 soorten (peildatum december 2023):
| Soortnaam                                | Auteur(s)                                                 | Publicatiejaar |
| ---------------------------------------- | --------------------------------------------------------- | -------------- |
| Coenogonium aciculatum                   | Lücking & Aptroot                                         | 2006           |
| Coenogonium agonimioides                 | J.P. Halda, S.O. Oh & Hur                                 | 2016           |
| Coenogonium albomarginatum               | Michlig & L.I. Ferraro                                    | 2013           |
| Coenogonium antonianum                   | Lücking, Aptroot & Sipman                                 | 2006           |
| Coenogonium atherospermatis              | Kantvilas, Rivas Plata & Lücking                          | 2018           |
| Coenogonium atroluteum                   | (Vain.) Lücking, Aptroot & Sipman                         | 2006           |
| Coenogonium aurantiacum                  | Merc.-Díaz & Lücking                                      | 2013           |
| Coenogonium australiense                 | Kantvilas & Lücking                                       | 2018           |
| Coenogonium bacilliferum                 | (Malme) Lücking, Aptroot & Sipman                         | 2006           |
| Coenogonium barbatellum                  | Kalb                                                      | 2007           |
| Coenogonium barbatum                     | Lücking, Aptroot & L. Umaña                               | 2006           |
| Coenogonium beaverae                     | Lücking & Diederich                                       | 2017           |
| Coenogonium borinquense                  | Merc.-Díaz & Lücking                                      | 2013           |
| Coenogonium botryosum                    | C. Knight                                                 | 1886           |
| Coenogonium brasiliense                  | L.I. Ferraro & Michlig                                    | 2013           |
| Coenogonium bryophilum                   | Kalb & Aptroot                                            | 2018           |
| Coenogonium byssothallinum               | Aptroot & Lücking                                         | 2006           |
| Coenogonium chloroticum                  | Xavier-Leite, M. Cáceres & Aptroot                        | 2013           |
| Coenogonium ciliatum                     | Kalb & Lücking                                            | 2000           |
| Coenogonium confervoides                 | Nyl.                                                      | 1858           |
| Coenogonium convexum                     | J. Kalb & Kalb                                            | 2016           |
| Coenogonium coppinsii                    | Aptroot & M. Cáceres                                      | 2014           |
| Coenogonium coralloideum                 | Kalb                                                      | 2007           |
| Coenogonium coronatum                    | G. Neuwirth & Stock.-Wörg.                                | 2014           |
| Coenogonium curvulum                     | Zahlbr.                                                   | 1928           |
| Coenogonium dattatreyense                | Shravan Kumar & Y.L. Krishnam.                            | 2015           |
| Coenogonium davidii                      | Kalb                                                      | 2007           |
| Coenogonium degeneri                     | (Kalb & Vězda) Kalb & Lücking                             | 2006           |
| Coenogonium dilucidum                    | (Kremp.) Kalb & Lücking                                   | 2000           |
| Coenogonium dimorphicum                  | Merc.-Díaz & Lücking                                      | 2013           |
| Coenogonium disciforme                   | Papong, Boonpr. & Lücking                                 | 2007           |
| Coenogonium eximium                      | (Nyl.) Kalb & Lücking                                     | 2006           |
| Coenogonium fallaciosum                  | (Müll. Arg.) Kalb & Lücking                               | 2000           |
| Coenogonium flammeum                     | L.I. Ferraro, Michlig & Lücking                           | 2011           |
| Coenogonium flavicans                    | (Vězda & Farkas) Kalb & Lücking                           | 2000           |
| Coenogonium flavovirens                  | L.I. Ferraro & Michlig                                    | 2013           |
| Coenogonium flavoviride                  | M. Cáceres & Lücking                                      | 2000           |
| Coenogonium flavum                       | (Malcolm & Vězda) Malcolm                                 | 2004           |
| Coenogonium frederici                    | (Kalb) Kalb & Lücking                                     | 2006           |
| Coenogonium fruticulosum                 | L. Ludw.                                                  | 2014           |
| Coenogonium fuscescens                   | (Vězda & Malcolm) Malcolm                                 | 2004           |
| Coenogonium geralense                    | (Henn.) Lücking                                           | 2008           |
| Coenogonium hainanense                   | X.H. Wu & Z.F. Jia                                        | 2019           |
| Coenogonium hypophyllum                  | (Vězda) Kalb & Lücking                                    | 2000           |
| Coenogonium implexum                     | Nyl.                                                      | 1862           |
| Coenogonium interplexum                  | Nyl.                                                      | 1862           |
| Coenogonium interpositum                 | Nyl.                                                      | 1862           |
| Coenogonium isidiatum                    | (G. Thor & Vězda) Lücking, Aptroot & Sipman               | 2006           |
| Coenogonium isidiiferum                  | (Lücking) Lücking                                         | 2001           |
| Coenogonium isidiigerum                  | (Vězda & Osorio) Lücking, Aptroot & Sipman                | 2006           |
| Coenogonium isidiosum                    | (Breuss) Rivas Plata, Lücking, L. Umaña & Chaves          | 2006           |
| Coenogonium kalbii                       | Aptroot, Lücking & L. Umaña                               | 2006           |
| Coenogonium kawanae                      | (H. Harada & Vězda) H. Harada & Lumbsch                   | 2004           |
| Coenogonium kiggaense                    | Shravan Kumar & Y.L. Krishnam.                            | 2015           |
| Coenogonium labyrinthicum                | Lücking & Kalb                                            | 2001           |
| Coenogonium linkii                       | Ehrenb.                                                   | 1820           |
| Coenogonium lisowskii                    | (Vězda) Lücking                                           | 2001           |
| Coenogonium lueckingii                   | Y. Joshi, Gagarina, J.P. Halda & Hur                      | 2015           |
| Coenogonium luteocitrinum                | Rivas Plata, Lücking & L. Umaña                           | 2006           |
| Coenogonium luteolum                     | (Kalb) Kalb & Lücking                                     | 2006           |
| Coenogonium lutescens                    | (Vězda & Malcolm) Malcolm                                 | 2004           |
| Coenogonium luteum                       | (Dicks.) Kalb & Lücking                                   | 2000           |
| Coenogonium magdalenae                   | Rivas Plata, Lücking & Lizano                             | 2006           |
| Coenogonium maritimum                    | Seavey & J. Seavey                                        | 2017           |
| Coenogonium minidenticulatum             | Aptroot & M. Cáceres                                      | 2016           |
| Coenogonium minimum                      | (Müll. Arg.) Lücking                                      | 2008           |
| Coenogonium minutissimum                 | Kalb                                                      | 2007           |
| Coenogonium moniliforme                  | Tuck.                                                     | 1862           |
| Coenogonium nepalense                    | (G. Thor & Vězda) Lücking, Aptroot & Sipman               | 2006           |
| Coenogonium perminutum                   | (Malme) Lücking, Aptroot & Sipman                         | 2006           |
| Coenogonium persistens                   | (Malme) Lücking, Aptroot & Sipman                         | 2006           |
| Coenogonium pertenue                     | (Stirt.) Kalb & Lücking                                   | 2006           |
| Coenogonium piliferum                    | (Vězda) Kalb & Lücking                                    | 2000           |
| Coenogonium pineti (Valse knoopjeskorst) | (Ach.) Lücking & Lumbsch                                  | 2004           |
| Coenogonium platysporum                  | Kalb                                                      | 2007           |
| Coenogonium pocsii                       | (Vězda & Farkas) Lücking, Aptroot & Sipman                | 2006           |
| Coenogonium portoricense                 | Merc.-Díaz & Lücking                                      | 2013           |
| Coenogonium pulchrum                     | (Müll. Arg.) Kalb                                         | 2001           |
| Coenogonium pusillum                     | (Mont.) Lücking, Aptroot & Sipman                         | 2006           |
| Coenogonium pyrophthalmum                | (Mont.) Lücking, Aptroot & Sipman                         | 2006           |
| Coenogonium queenslandicum               | (Kalb & Vězda) Lücking                                    | 2001           |
| Coenogonium riparium                     | (Vain.) Kalb                                              | 2007           |
| Coenogonium roumeguerianum               | (Müll. Arg.) Kalb                                         | 2001           |
| Coenogonium rubrofuscum                  | (Vězda & Malcolm) Malcolm                                 | 2005           |
| Coenogonium saepincola                   | Aptroot, Sipman & Lücking                                 | 2006           |
| Coenogonium seychellense                 | Farkas                                                    | 2014           |
| Coenogonium siquirrense                  | (Lücking) Lücking                                         | 2008           |
| Coenogonium stenosporum                  | (Malme) Lücking, Aptroot & Sipman                         | 2006           |
| Coenogonium stramineum                   | (Aptroot & Seaward) Lücking, Aptroot & Sipman             | 2006           |
| Coenogonium strigosum                    | Rivas Plata, Lücking & Chaves                             | 2006           |
| Coenogonium subborinquense               | J. Kalb & Kalb                                            | 2016           |
| Coenogonium subdentatum                  | (Vězda & G. Thor) Rivas Plata, Lücking, L. Umaña & Chaves | 2006           |
| Coenogonium subdilucidum                 | Farkas & Vězda                                            | 2014           |
| Coenogonium subdilutum                   | (Malme) Kalb                                              | 2001           |
| Coenogonium subfallaciosum               | (Vězda & Farkas) Lücking, Aptroot & Sipman                | 2006           |
| Coenogonium subluteum                    | (Rehm) Kalb & Lücking                                     | 2000           |
| Coenogonium subsquamosum                 | (Aptroot & Seaward) Lücking, Aptroot & Sipman             | 2006           |
| Coenogonium subzonatum                   | (Lücking) Lücking & Kalb                                  | 2001           |
| Coenogonium tanzanicum                   | (Vězda & Farkas) Lücking & Kalb                           | 2002           |
| Coenogonium tavaresianum                 | (Vězda) Lücking, Aptroot & Sipman                         | 2006           |
| Coenogonium theae                        | (Räsänen) Gagarina                                        | 2015           |
| Coenogonium upretianum                   | M. Cáceres & Aptroot                                      | 2018           |
| Coenogonium urceolatum                   | Kantvilas, Rivas Plata & Lücking                          | 2018           |
| Coenogonium usambarense                  | (Vězda & Farkas) Lücking & Kalb                           | 2001           |
| Coenogonium velutinellum                 | Lücking, N. Marín & Álvaro                                | 2023           |
| Coenogonium verrucimarginatum            | J. Kalb & Kalb                                            | 2016           |
| Coenogonium verrucosum                   | Michlig & L.I. Ferraro                                    | 2013           |
| Coenogonium vezdanum                     | (Lücking) Lücking                                         | 2008           |
| Coenogonium weberi                       | (Vězda) Lücking, Aptroot & Sipman                         | 2006           |
| Coenogonium wernerhuberi                 | Breuss & G. Neuwirth                                      | 2012           |
| Coenogonium wrightii                     | (Vězda) H. Harada & Lumbsch                               | 2004           |
| Coenogonium zonatum                      | (Müll. Arg.) Kalb & Lücking                               | 2000           |